# Аннонь-Сен-Реми
Анно́нь-Сен-Реми́ (фр. Hannogne-Saint-Rémy) — коммуна во Франции, находится в регионе Шампань — Арденны. Департамент — Арденны. Входит в состав кантона Шато-Порсьен. Округ коммуны — Ретель.
Код INSEE коммуны — 08210.
Коммуна расположена приблизительно в 155 км к северо-востоку от Парижа, в 75 км севернее Шалон-ан-Шампани, в 50 км к юго-западу от Шарлевиль-Мезьера.

## Население
Население коммуны на 2008 год составляло 116 человек.
| 1962 | 1968 | 1975 | 1982 | 1990 | 1999 | 2008 |
| ---- | ---- | ---- | ---- | ---- | ---- | ---- |
| 169  | 213  | 197  | 165  | 121  | 104  | 116  |

## Экономика

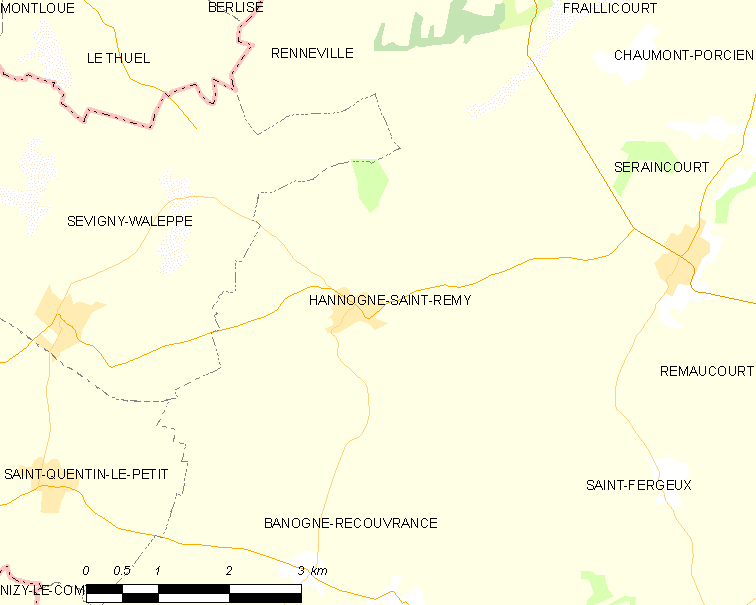
Карта коммуны

В 2007 году среди 66 человек в трудоспособном возрасте (15—64 лет) 46 были экономически активными, 20 — неактивными (показатель активности — 69,7 %, в 1999 году было 59,0 %). Из 46 активных работали 41 человек (22 мужчины и 19 женщин), безработных было 5 (3 мужчин и 2 женщины). Среди 20 неактивных 6 человек были учениками или студентами, 3 — пенсионерами, 11 были неактивными по другим причинам.